# Lucilia problematica
Lucilia problematica är en tvåvingeart som beskrevs av Johnson 1913. Lucilia problematica ingår i släktet Lucilia och familjen spyflugor. Inga underarter finns listade i Catalogue of Life.